# Долина Монументів

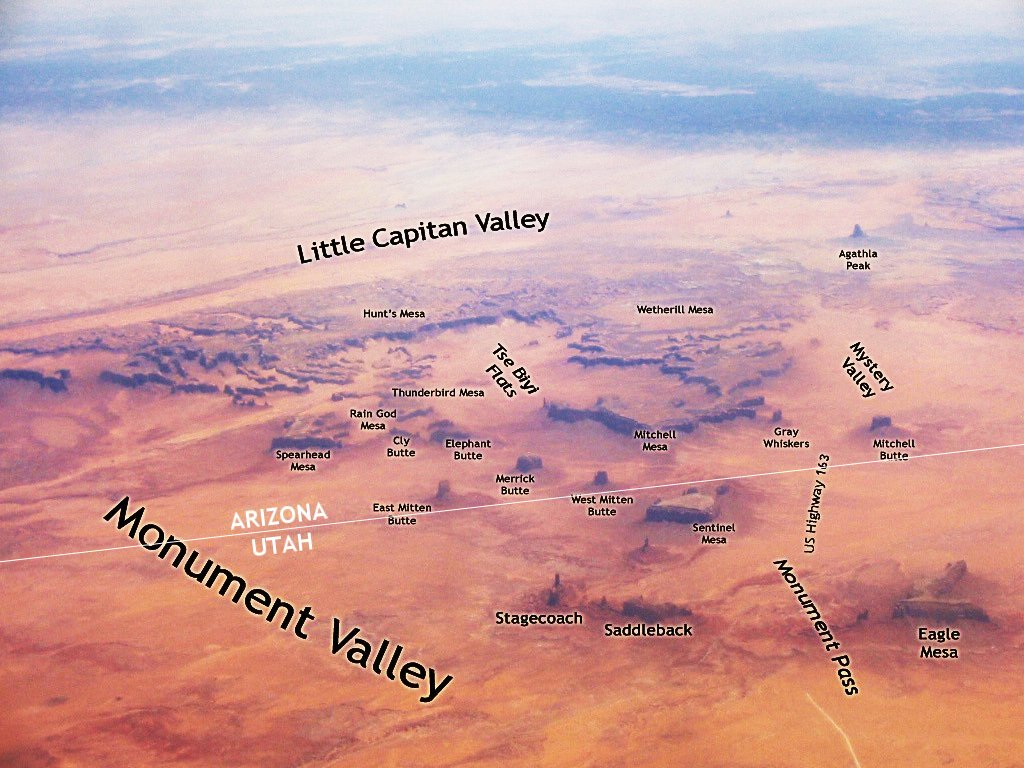
Долина монументів

Долина Монументів (навахо Tsé BiiNdzisgaii, англ. Monument Valley) — унікальне геологічне утворення з мозаїки останців денудації, конусів осипу, каньйонів, ущелин та невеличких плато (меса) на межі штатів Аризона і Юта (США). Територія пам'ятки входить до резервації індіанського племені навахо, один з національних символів Сполучених Штатів Америки.

## Короткий опис
Долина монументів розташована в районі так званих «Чотирьох кутів» на кордоні штатів Аризона і Юта, на захід від кордону штатів Колорадо та Нью-Мексико. Долина розташована на висоті 1900 м і є частиною плато Колорадо. Температура в Долині монументів коливається від — 3 °C узимку до 30 °C улітку. Опади, щостановлять на рік близько 20 см, перепади температури та вітер є основними факторами вивітрювання порід, які сприяли утворенню Долини монументів. Верхній шар рівнини, що складається з м'яких осадових порід, був повністю зруйнований, але над рівною пустельною поверхнею залишився ряд скель-останців, складених з менш вразливого щодо вивітрюванню червоного пісковика.
Деякі найвідоміші скелі мають власні імена (Східна Рукавичка та Західна Рукавичка, Три Сестри тощо.).
На території долини діє парк «Долина монументів», що належить племені навахо. Долина є однією з найвідоміших природних пам'яток США.
На її території знімалися сцени низки кінофільмів (серед них — чимало вестернів Джона Форда та стрічок інших режисерів, зокрема «Диліжанс», «Моя дорога Клементина», «Шукачі»; «Якось на Дикому Заході», «Космічна одіссея 2001 року», «Безтурботний їздець», «Назад у майбутнє 3», «Форрест Гамп», «Доктор Хто», «Ворог держави № 1», «Вертикальна межа» та ін.). Тут також знімалося багато кліпів та рекламних роликів, присвячених «ковбойській» тематиці.